# Jean-Antoine Letronne
Jean-Antoine Letronne (París, 25 de enero de 1787 - París, 14 de diciembre de 1848) fue un filólogo helenista, epigrafista y arqueólogo francés, considerado el fundador de la epigrafía moderna.

## Biografía
Fue alumno del geógrafo Edme Mentelle y del helenista Jean-Baptiste Gail. Viajó entre 1810 y 1812 por Francia, Italia, Suiza y Holanda. Ingresó en la Academia de Inscripciones y Lenguas Antiguas en 1816. Más adelante fue nombrado inspector general de estudios. En 1832, por impulso de Guizot, se le nombró conservador de la sección de medallas, y a continuación presidente del conservatorio y director de la Biblioteca del Rey. Ocupó estos cargos hasta 1840. En 1834 obtuvo la cátedra de moral y de historia en el Colegio de Francia antes de suceder en 1837 a Champollion en la cátedra de arqueología. Administrador del Colegio de Francia de 1840 a 1848, miembro del Comité de los Trabajos Históricos y Científicos de 1836 a 1841, en 1840 sucedió a Pierre Daunou como conservador general del archivo, convirtiéndose así en el primer director de la École des Chartes en 1847.
En 1835 contribuyó a la publicación de la revista "Nouvelles Annales de l'Institut archéologique" (Nuevos Anales del Instituto Arqueológico), cuyo comité de redacción estaba formado por Antoine Chrysostome Quatremère de Quincy (presidente), al duque de Luynes (vicepresidente), de Félix Lajard, de Charles Lenormant, de Raoul Rochette y del barón Jean de Witte.

## El fundador de la epigrafía moderna
Letronne fue durante su vida un sabio de gran notoriedad. Franz lo calificó de vir immortalis y Niebhur decía de él que: 

«M. Letronne vaut à lui seul une académie». (M. Letronne por sí solo vale una academia).

Es reconocido como «el verdadero fundador de los estudios modernos de epigrafía clásica», formulando claramente los principios metodológicos fundamentales de la disciplina que insiste sobre la necesidad de considerar todas las inscripciones, incluso las más modestas y definiendo claramente las reglas de restablecimiento de los textos con lagunas. Fue para Louis Robert «el modelo por excelencia».
También estuvo en el origen del proyecto de la nueva edición de la Geographi Graeci minores, cuya planificación realizó con Karl Müller. Tras su muerte, fueron Émile Egger y Wladimir Brunet de Presle los encargados de la publicación de los papiros griegos del museo del Louvre, cuyo estudio había sido comenzado por el propio Letronne.

## Publicaciones
- Essai sur la topographie de Syracuse dans le cinquième siècle avant J.-C., París, 1812.
- « Lettre sur Eunapius », Magasin encyclopédique, avril, 1813
- Dictionnaire géographique de Vosgien, nouvelle édition augmentée et refondue, 1813 (sous le pseudonyme d'Auguste L***)
- Géographie de toutes les parties du monde, París, 1816.
- Recherches sur les fragments d'Héron d'Alexandrie, ou Histoire du système métrique des Égyptiens depuis le règne de Pharaon jusqu'à l'invasion des Arabes, 1816 (mémoire couronné par l'Académie des Inscriptions).
- Considérations générales sur l'évaluation des monnaies grecques et romaines, et sur la valeur de l'or et de l'argent avant la découverte de l'Amérique, mémoire lu à l'Académie dans les séances des 30 mai, 13 et 27 juin et 11 juillet 1817.
- Œuvres complètes de Rollin, t. I (nouvelle édition accompagnée d'observations et d'éclaircissements historiques, par Antoine Jean Letronne), Firmin Didot, París, 1821 (publication des œuvres de Charles Rollin) (série de 30 volumes au total).
- Mémoire sur le tombeau d'Osymandyas, 1822
- Recherches pour servir à l'histoire de l'Égypte pendant la domination des Grecs et des Romains, tirées des inscriptions grecques et latines relatives à la chronologie, à l'état des arts, aux usages civils et religieux de ce pays, 1823
- Œuvres complètes de Rollin, vol. 16 (Histoire romaine t. IV), París, 1823 (publication des œuvres de Charles Rollin).
- « Notice sur la traduction d'Hérodote de M. A.-L. Miot, et sur le Prospectus d'une nouvelle traduction d'Hérodote de M. P.-L. Courrier », Journal des Savants, 1823.
- Inscription grecque, gravée sur la base d'une statue trouvée dans les fouilles du canal d'Alexandrie, et maintenant dans la collection Drovetti à Turin, 1824.
- Observations critiques et archéologiques sur l'objet des représentations zodiacales qui nous restent de l'antiquité, à l'occasion du zodiaque égyptien peint dans une caisse de momie, qui porte une inscription grecque du temps de Trajan, 1824
- Cours élémentaire de géographie ancienne et moderne, rédigé sur un nouveau plan, 9e édition, 1825.
- Tabulae octo nummorum, ponderum, mensurarum apud Romanos et Graecos, 1825.
- Lettre à M. Joseph Passalacqua sur un papyrus grec et sur quelques fragmens de plusieurs papyrus appartenant à sa collection d'antiquités égyptiennes (avec un fac similé du papyrus), París, 1826.
- Matériaux pour l'histoire du Christianisme en Égypte, en Nubie et en Abyssinie, contenus dans trois mémoires académiques sur des inscriptions grecques des s-Ve et VIe , Imprimerie royale, París, 1832.
- La Statue vocale de Memnon, considérée dans ses rapports avec l'Égypte et la Grèce, 1833.
- Lettres d'un antiquaire à un artiste : sur l'emploi de la peinture historique murale dans la décoration des temples et des autres édifices publics ou particuliers chez les Grecs et les Romains ; ouvrage pouvant servir de suite et de supplément à tous ceux qui traitent de l'histoire de l'art dans l'antiquité, 1835.
- Appendice aux lettres d'un antiquaire, etc., 1837.
- Lettre des conservateurs de la Bibliothèque royale : sur l'ordonnance du 22 février 1839 relative à cet établissement / Jomard, Raoul-Rochette, Letronne, Champolion-Figeac, ..[et al.]
- Fragments des poèmes géographiques de Scymnus de Chio et du faux Dicéarque : restitués principalement d'après un manuscrit de la Bibliothèque royale, 1840
- Sur l'origine du zodiaque grec et sur plusieurs points de l'astronomie et de la chronologie des Chaldéens, 1840
- « Sur les écrits et les travaux d'Eudoxe de Cnide, d'après M. Ludwig Ideler, membre de l'Académie de Berlin, et sur quelques points relatifs à l'histoire de l'astronomie et à la chronologie anciennes », Journal des savants, 1840-41
- « Inscription grecque de Rosette [éd. grecque et trad. française] », Fragmenta historicorum graecorum, 1, éd. par Karl et Theodor Müller, París, 1841, p. I-VIII et 1-44 (en ligne).
- Fragments inédits d'anciens poètes grecs : tirés d'un papyrus appartenant au Musée Royal, avec la copie entière de ce papyrus : suivis du texte et de la traduction de deux autres papyrus appartenant au même musée, 1841
- Recueil des inscriptions grecques et latines de l'Égypte, vol. I, París, 1842.
- « Inscription grecque accompagnée des noms hiéroglyphiques de Marc-Aurèle et de Lucius Vérus trouvée à Philes en Égypte », Journal des savants, 1843
- Examen critique de la découverte du prétendu cœur de Saint-Louis, faite à la Sainte Chapelle le 15 mai 1843, 1844
- Table d'Abydos imprimée en caractères mobiles, 1845
- Analyse critique des représentations zodiacales de Dendéra et d'Esné, 1845
- Diplômes et chartes de l'époque mérovingienne, sur papyrus et sur vélin, conservés aux Archives du royaume, publiés sous les auspices des ministres de l'intérieur et de l'instruction publique, Kaeppelin, París, 1845.
- Sur l'authenticité de la lettre de Thibaud, roi de Navarre à l'évêque de Tusculum, 1846
- Recueil des inscriptions grecques et latines de l'Égypte, vol. II, París, 1848.
- Mélanges d'érudition et de critique historique, París, 1860 (recueil d'articles et de travaux déjà parus, précédés par l'« Éloge de A.-J. Letronne lu à l'Académie des Inscriptions et Belles-Lettres dans sa séance annuelle du 16 août 1850 » par le baron Walckenaer).
- Œuvres choisies, 1881-1885

## Eponimia
- El cráter lunar Letronne lleva este nombre en su memoria.[4]